# Komfusió
Komfusió és un grup de música de la Marina Baixa (País Valencià) que fusiona el rock, l'ska, el punk amb ritmes tradicionals, barrejat amb cançons versionades d'autors valencians i amb cançons d'edició pròpia. Es forma l'any 2008 a partir de la unió entre els grups Gatxull de Sella i Inseminació de Callosa d'en Sarrià.
El seu primer treball, Retrobem els orígens (2012), barreja versions de cantautors com Ovidi Montllor, Lluís Llach o Raimon amb composicions del mateix grup; i han comptat amb les participacions de Sant Gatxo, Òwix, Malabarraka, Rapsodes, entre d'altres.

## Discografia
- Retrobem els orígens, 2012, Mésdemil[3]
- Un poble de cançons 2015, Mésdemil[4]